# Adam Elliot
Adam Elliot (Melbourne, 2 januari 1972) is een Australisch regisseur van animatiefilms met een specialisatie in klei-animatie. In 2003 won hij de Oscar voor beste korte animatiefilm met zijn korte film Harvie Krumpet. Hierna ging hij vijf jaar aan het werk voor zijn eerste avondvullende film, Mary and Max, die in 2009 bij de opening van het Sundance Film Festival in première ging.
Elliots animatiefilms zijn semi-fictionele biografieën en staan volledig in het teken van de karakters, die tot in de details worden blootgesteld aan de kijker. Zelf noemt Elliot zijn films "clayographies", biografieën van klei.
Stemacteurs die met Elliot hebben samengewerkt zijn onder andere Philip Seymour Hoffman, Toni Collette, Geoffrey Rush, Eric Bana en Barry Humphries.

## Filmografie
- Uncle (1996)
- Cousin (1998)
- Brother (1999)
- Harvie Krumpet (2003)
- Mary and Max (2009)
- Ernie Biscuit (2015)
- Memoir of a Snail (2024)

- Bibsys: 9011848
- Biblioteca Nacional de España: XX4876769
- Bibliothèque nationale de France: cb156995578 (data)
- Gemeinsame Normdatei: 139469044
- International Standard Name Identifier: 0000 0000 7969 4690
- Library of Congress Control Number: no2004059685
- Nationale Bibliotheek van Tsjechië: xx0157879
- Nederlandse Thesaurus van Auteursnamen: 267557957
- Réseau des bibliothèques de Suisse occidentale: 02-A017517592
- SNAC: w62g0t7b
- Système universitaire de documentation: 114658315
- Virtual International Authority File: 2179585
- WorldCat: E39PBJxWV8wRbrpqxJ789qX8G3